# Chassanuelh
Chassanuelh (en francès Chasseneuil-sur-Bonnieure) és un municipi francès situat al departament del Charente i a la regió de la Nova Aquitània. L'any 2007 tenia 2.916 habitants.

## Demografia

### Població
El 2007 la població de fet de Chasseneuil-sur-Bonnieure era de 2.916 persones. Hi havia 1.275 famílies de les quals 439 eren unipersonals (169 homes vivint sols i 270 dones vivint soles), 457 parelles sense fills, 285 parelles amb fills i 94 famílies monoparentals amb fills.
La població ha evolucionat segons el següent gràfic:
Habitants censats

### Habitatges
El 2007 hi havia 1.510 habitatges, 1.315 eren l'habitatge principal de la família, 46 eren segones residències i 149 estaven desocupats. 1.277 eren cases i 229 eren apartaments. Dels 1.315 habitatges principals, 823 estaven ocupats pels seus propietaris, 450 estaven llogats i ocupats pels llogaters i 42 estaven cedits a títol gratuït; 16 tenien una cambra, 98 en tenien dues, 285 en tenien tres, 440 en tenien quatre i 476 en tenien cinc o més. 945 habitatges disposaven pel capbaix d'una plaça de pàrquing. A 647 habitatges hi havia un automòbil i a 456 n'hi havia dos o més.

### Piràmide de població
La piràmide de població per edats i sexe el 2009 era:
| Homes | Edats   | Dones |
| ----- | ------- | ----- |
| 0     | 95 o +  | 12    |
| 8     | 90 a 94 | 12    |
| 40    | 85 a 89 | 40    |
| 8     | 80 a 84 | 24    |
| 32    | 75 a 79 | 96    |
| 88    | 70 a 74 | 128   |
| 112   | 65 a 69 | 136   |
| 72    | 60 a 64 | 92    |
| 60    | 55 a 59 | 76    |
| 100   | 50 a 54 | 120   |
| 88    | 45 a 49 | 80    |
| 92    | 40 a 44 | 68    |
| 120   | 35 a 39 | 96    |
| 72    | 30 a 34 | 88    |
| 68    | 25 a 29 | 68    |
| 68    | 20 a 24 | 56    |
| 60    | 15 a 19 | 44    |
| 100   | 10 a 14 | 96    |
| 60    | 5 a 9   | 60    |
| 68    | 0 a 4   | 68    |

## Economia
El 2007 la població en edat de treballar era de 1.689 persones, 1.164 eren actives i 525 eren inactives. De les 1.164 persones actives 1.048 estaven ocupades (597 homes i 451 dones) i 115 estaven aturades (38 homes i 77 dones). De les 525 persones inactives 181 estaven jubilades, 158 estaven estudiant i 186 estaven classificades com a «altres inactius».

### Ingressos
El 2009 a Chasseneuil-sur-Bonnieure hi havia 1.310 unitats fiscals que integraven 2.801,5 persones, la mediana anual d'ingressos fiscals per persona era de 15.227 €.

### Activitats econòmiques
Dels 186 establiments que hi havia el 2007, 5 eren d'empreses alimentàries, 1 d'una empresa de fabricació d'elements pel transport, 15 d'empreses de fabricació d'altres productes industrials, 22 d'empreses de construcció, 56 d'empreses de comerç i reparació d'automòbils, 2 d'empreses de transport, 10 d'empreses d'hostatgeria i restauració, 1 d'una empresa d'informació i comunicació, 13 d'empreses financeres, 7 d'empreses immobiliàries, 17 d'empreses de serveis, 20 d'entitats de l'administració pública i 17 d'empreses classificades com a «altres activitats de serveis».
Dels 64 establiments de servei als particulars que hi havia el 2009, 1 era una oficina d'administració d'Hisenda pública, 1 oficina del servei públic d'ocupació, 1 gendarmeria, 1 oficina de correu, 4 oficines bancàries, 2 funeràries, 13 tallers de reparació d'automòbils i de material agrícola, 1 autoescola, 5 paletes, 2 guixaires pintors, 4 fusteries, 2 lampisteries, 4 electricistes, 3 empreses de construcció, 5 perruqueries, 1 veterinari, 7 restaurants, 3 agències immobiliàries, 1 tintoreria i 3 salons de bellesa.
Dels 25 establiments comercials que hi havia el 2009, 3 eren supermercats, 1 una gran superfície de material de bricolatge, 4 fleques, 4 carnisseries, 3 llibreries, 2 botigues de roba, 1 una sabateria, 1 una perfumeria, 1 una joieria i 5 floristeries.
L'any 2000 a Chasseneuil-sur-Bonnieure hi havia 49 explotacions agrícoles que ocupaven un total de 1.184 hectàrees.

## Equipaments sanitaris i escolars
El 2009 hi havia 1 psiquiàtric, 2 farmàcies i 2 ambulàncies.
El 2009 hi havia 1 escola maternal i 1 escola elemental. A Chasseneuil-sur-Bonnieure hi havia 1 col·legi d'educació secundària i 1 liceu tecnològic. Als col·legis d'educació secundària hi havia 302 alumnes i als liceus tecnològics 493.

## Poblacions més properes
El següent diagrama mostra les poblacions més properes.